# Snowville (Virginia)
Snowville es un lugar designado por el censo situado en el condado de Pulaski, Virginia  (Estados Unidos). Según el censo de 2010 tenía una población de 149 habitantes.

## Demografía
Según el censo de 2010, Snowville tenía una población en la que el 98,7% eran blancos; el 0,0% afroamericanos; el 0,7% eran indios americanos y nativos de Alaska; el 0,7% eran asiáticos; el 0,0% hawaianos y otros isleños del Pacífico; el 0,0% de otra raza, y el 0,0% a partir de dos o más razas. El 3,4% del total de la población eran hispanos o latinos de cualquier raza.